# کلیسای جامع وست‌مینستر
کلیسای جامع وست‌مینستر (انگلیسی: Westminster Cathedral) یک کلیسای جامع در شهر وست‌مینستر، لندن بزرگ است. این کلیسا که کلیسای مادر کاتولیک در کشورهای انگلستان و ولز محسوب می‌شود در سال ۱۸۹۵ تا ۱۹۰۳ ساخت آن به طول انجامیده‌است، کلیسای جامع وست‌مینستر دارای یک مناره به طول ۸۷ متر می‌باشد و معماری بر سبک معماری بیزانس است.

## نگارخانه

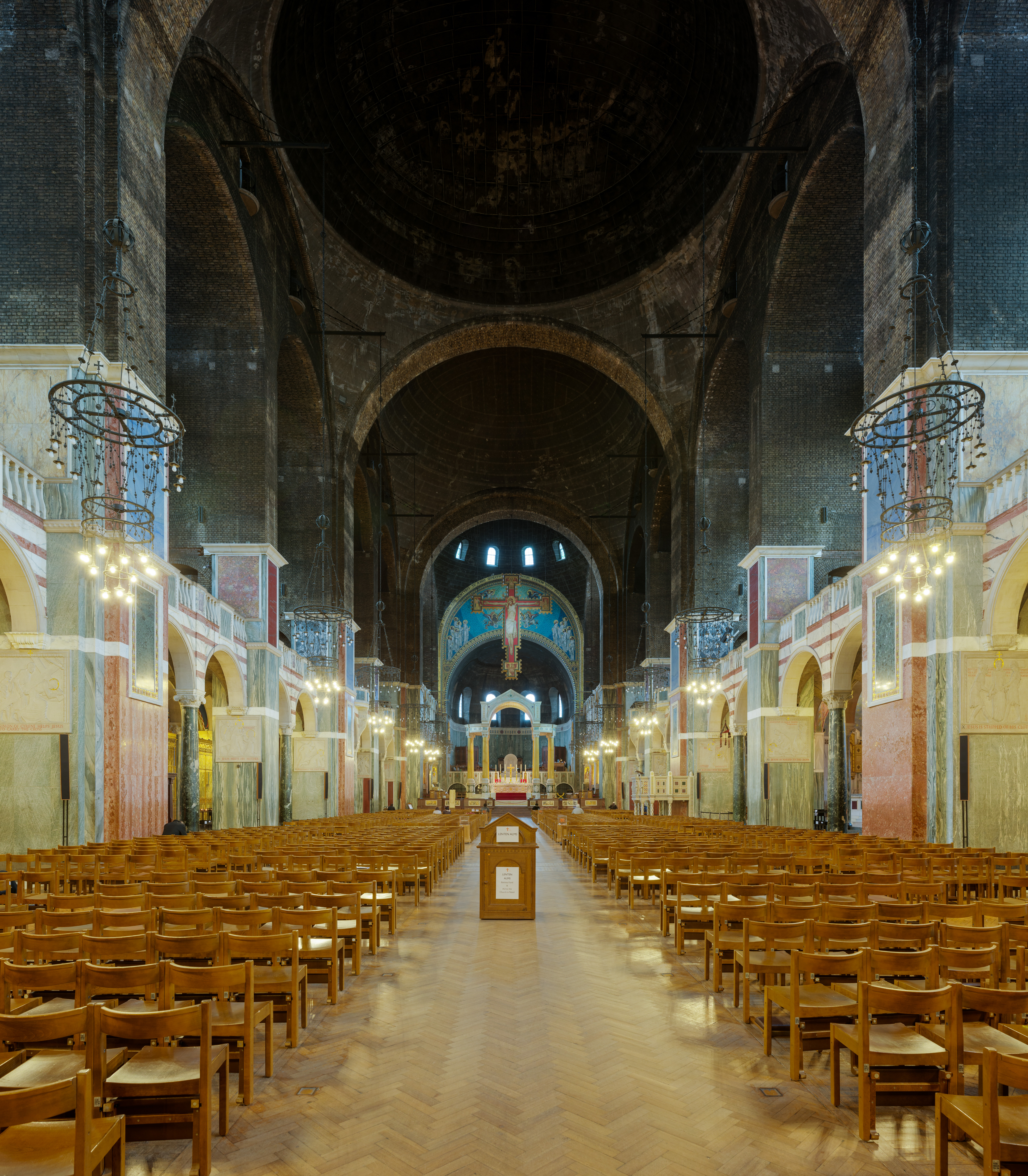
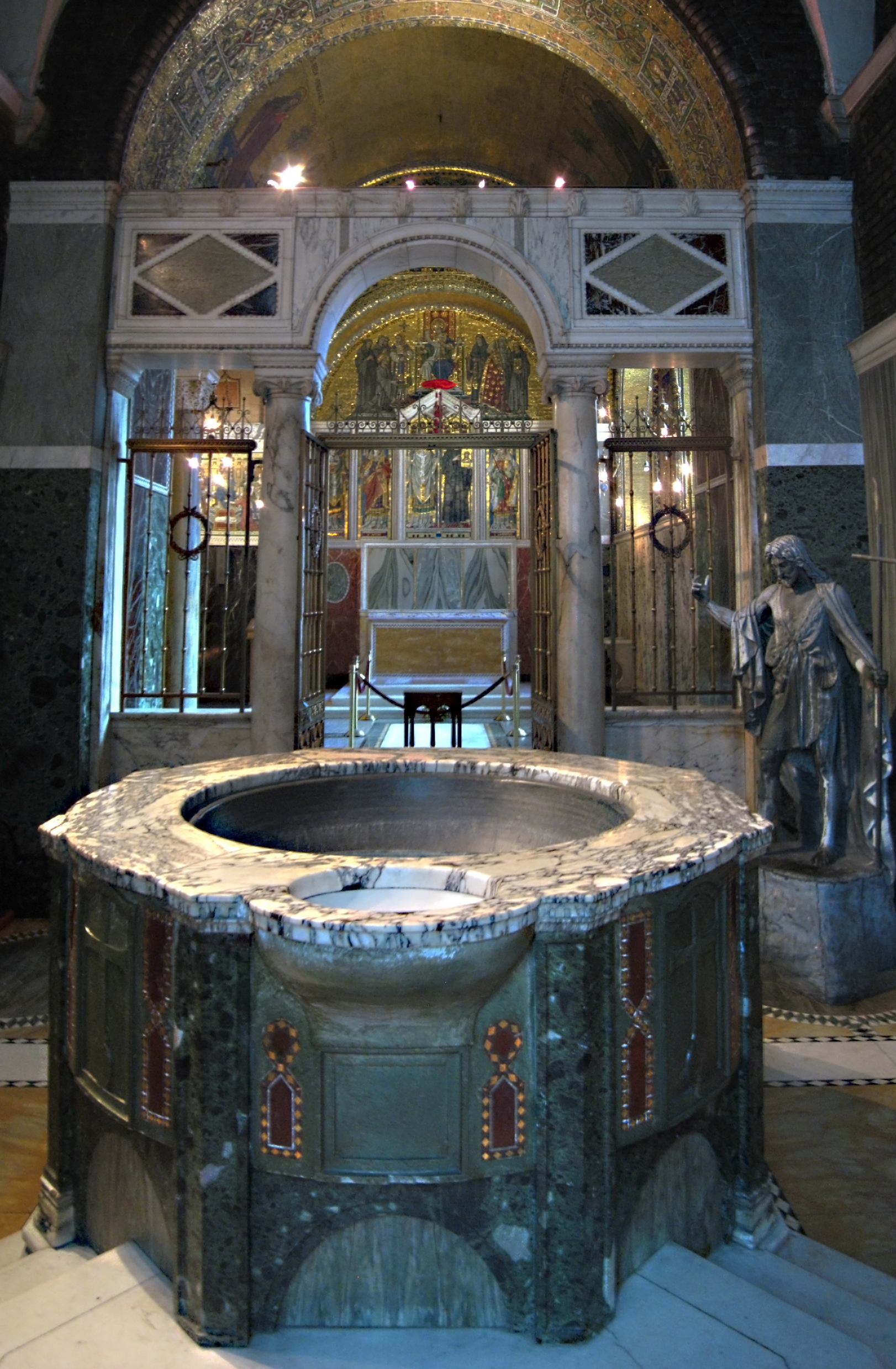
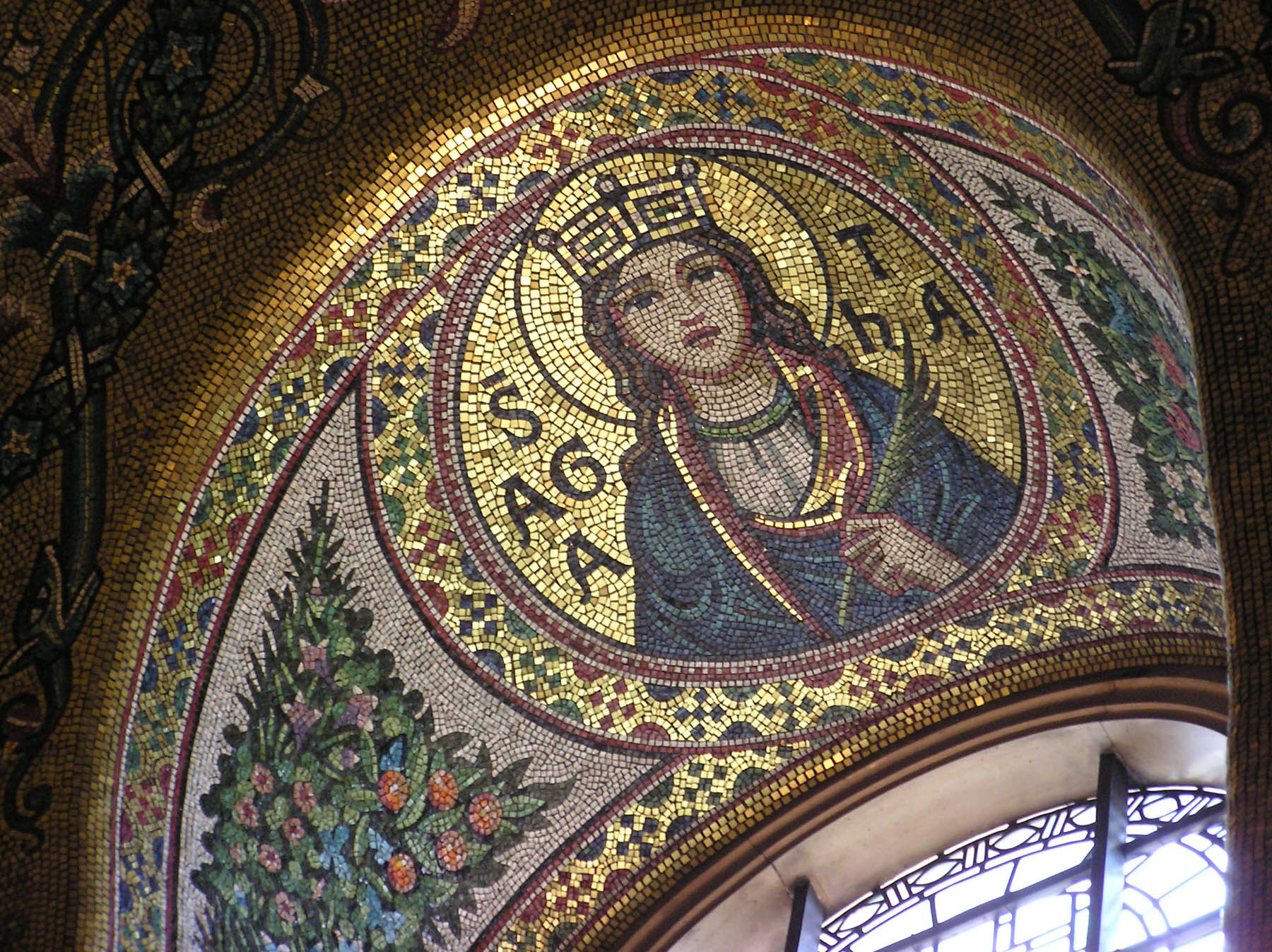
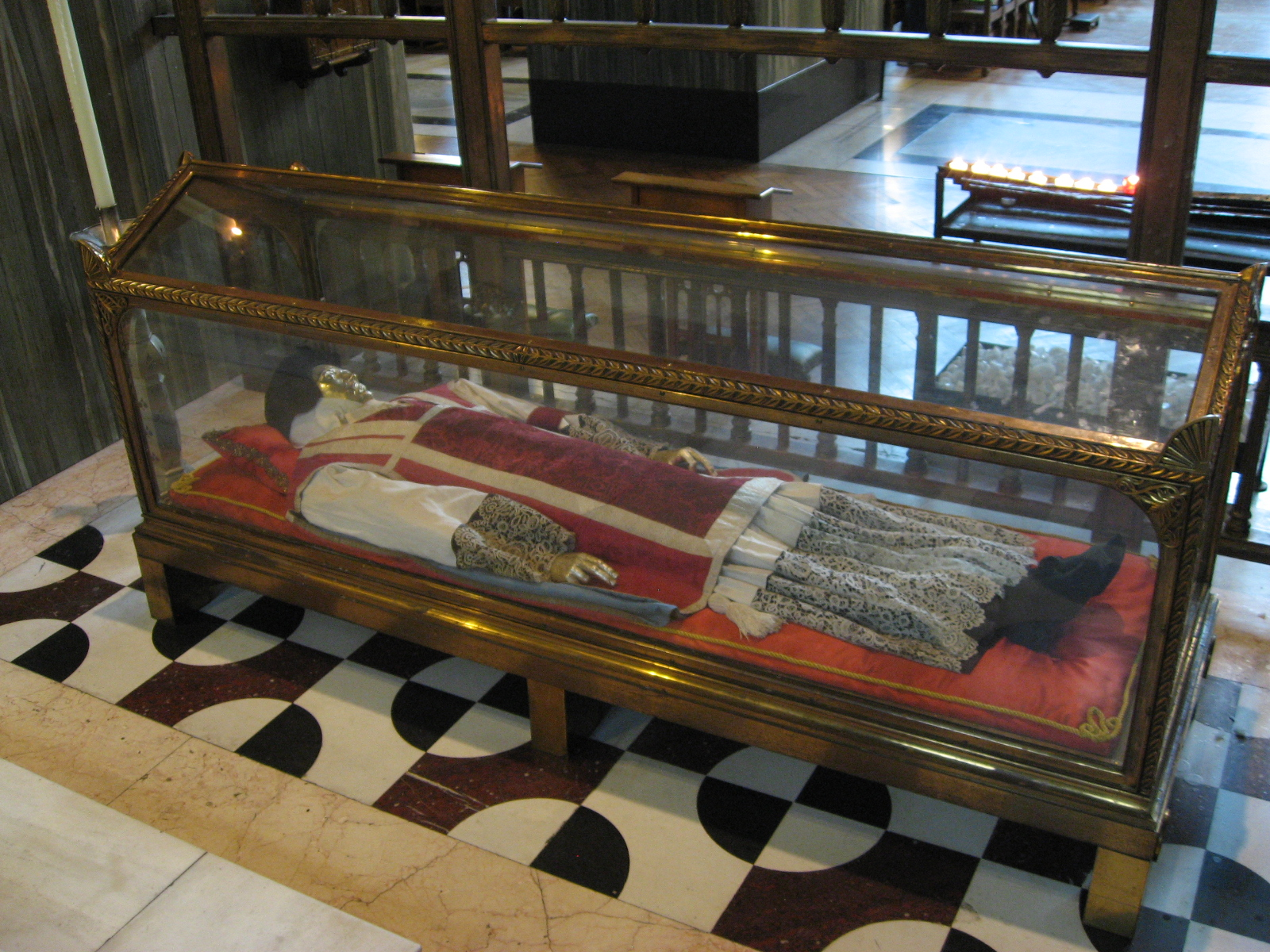
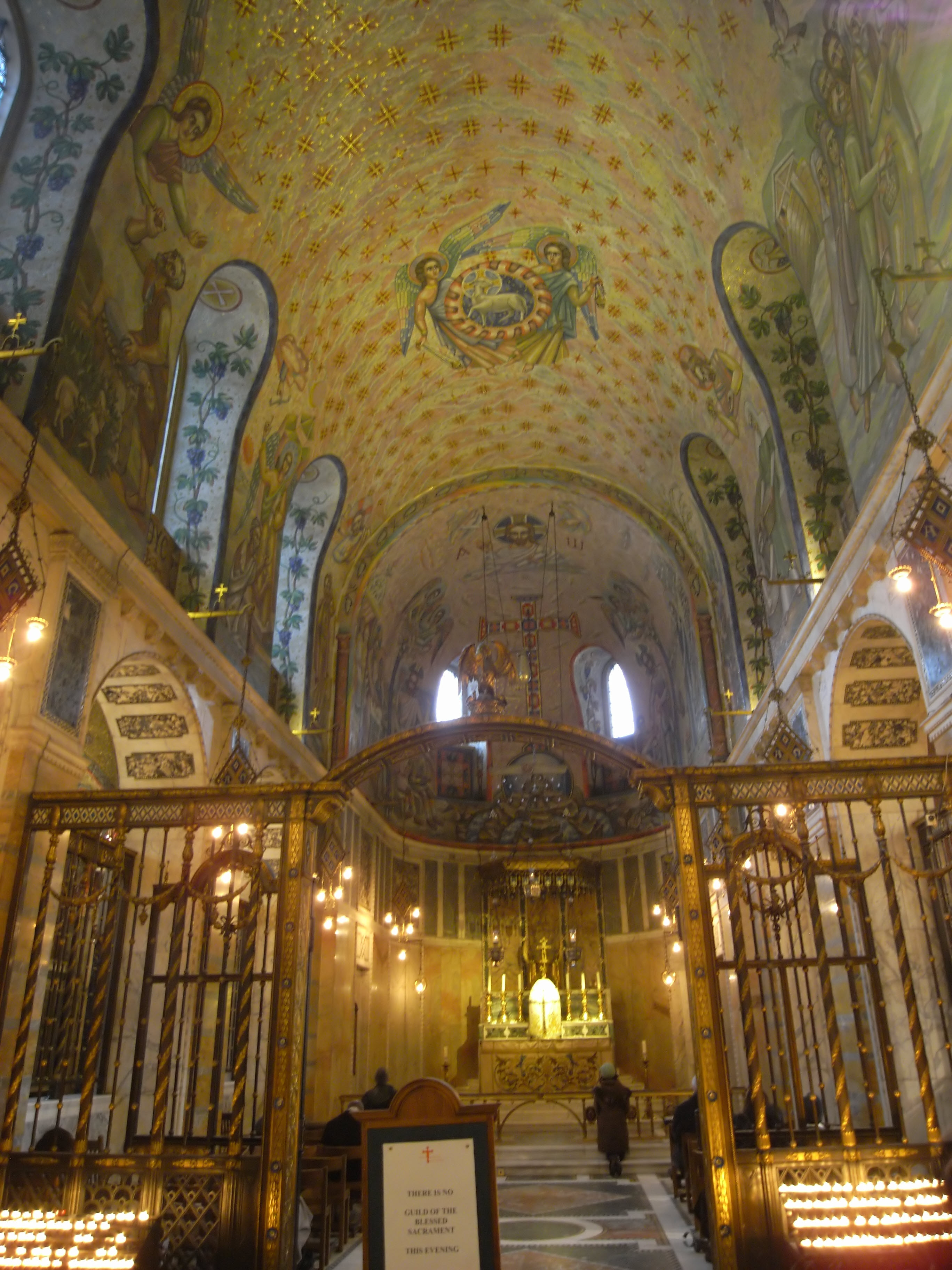
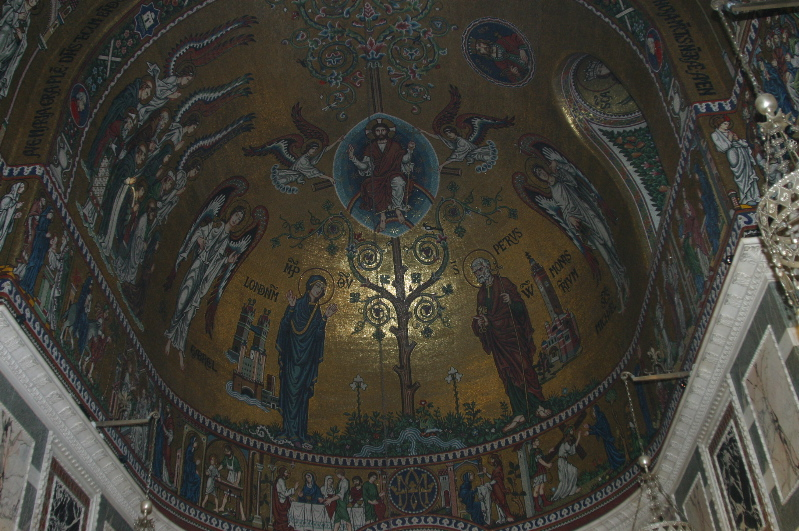